# Gradiente de concentración

Noción gráfica de un gradiente de concentración: En un gráfico de concentración vs distancia (X), las rectas tangentes a los puntos A y B representan las funciones gradiente de concentración en esos puntos. Estas rectas tienen pendiente negativa, por lo que el vector gradiente apunta hacia la izquierda, hacia el punto de mayor concentración. El vector flujo difusivo (J) moviéndose hacia la zona de menor concentración es proporcional al diferencial de concentración en ese punto y tiene sentido contrario al gradiente.

Un gradiente de concentración es una magnitud fisicoquímica que describe en qué sentido y en qué proporción se produce el mayor cambio en la concentración de un soluto disuelto en una solución no homogénea en torno a un punto en particular. Se puede deducir que el gradiente de concentración es una cantidad dimensional expresada en unidades de concentración por unidad de longitud, habiendo variantes en la forma particular de medir la concentración y la distancia. En el sistema internacional de unidades el gradiente de concentración está definido por las dimensiones mol·m-4, sin embargo, en la práctica es frecuente utilizar otras unidades no homogéneas, por ejemplo mol·L-1·cm-1. Una expresión del gradiente de concentración forma parte de las leyes de Fick para la difusión.
Se puede asimilar el concepto de gradiente de concentración de un determinado soluto, como un vector que, originado en cualquier punto de una solución, apunta en la dirección de mayor cambio de concentración de ese soluto dado, con sentido hacia la zona de mayor concentración, y con un módulo proporcional a la magnitud del cambio.
Con frecuencia en biología se suele definir al gradiente de concentración a partir de la noción del transporte de sustancias, o del concepto de difusión. Sin embargo, es importante notar que la expresión matemática del gradiente de concentración entrega un vector con un sentido contrario al que se sobreentiende de estos textos, ya que el gradiente apunta hacia la zona de mayor concentración, mientras que los solutos (según expresan las leyes de Fick) se mueven "cayendo" a las zonas de menor potencial, en estos casos la expresión "se mueve a favor de su gradiente" paradójicamente expresa lo contrario a la definición matemática.
Los gradientes de concentración son importantes para comprender la dinámica de los océanos, en el funcionamiento de celdas de combustible y baterías, y en las propiedades de los potenciales químicos de solutos a ambos lados de una membrana biológica.

## Descripción matemática
Si se asume que la concentración {\displaystyle \phi } de una determinada especie química es una magnitud intensiva, instantánea, definida por una función continua y derivable de un espacio tridimensional en un momento dado (esto a menudo se define como un campo escalar),
{\displaystyle \phi =\phi (x,y,z)}
donde x, y y z son las coordenadas de localización del punto de interés, entonces el gradiente de concentración instantáneo es el la magnitud vectorial definida como:
{\displaystyle \nabla \phi ={\begin{pmatrix}{\frac {\partial \phi }{\partial x}},{\frac {\partial \phi }{\partial y}},{\frac {\partial \phi }{\partial z}}\end{pmatrix}}}
Donde el operador diferencial {\displaystyle \nabla } (nabla) representa a la función gradiente del campo de concentraciones.

## En biología
Los gradientes de concentración son de especial interés en el ámbito de la biología donde los procesos que median la difusión de sustancias entre diferentes tejidos y a través de membranas celulares son en gran parte dependientes de los diferenciales de concentración, también definen el proceso de intercambio de gases a nivel pulmonar y se utilizan como mecanismo de orientación para el desplazamiento de estructuras, células u organismos (quimiotaxis).
En los gradientes de concentración en los que participan sustancias con carga eléctrica, se producen también gradientes eléctricos. En conjunto las contribuciones del potencial químico y del potencial eléctrico constituyen un gradiente electroquímico, los gradientes electroquímicos son responsables del mantenimiento del potencial de membrana, de la transmisión de los impulsos nerviosos, contracción muscular, exocitosis, liberación de neurotransmisores y hormonas entre otros.